# آخرین مزدور (فیلم ۲۰۲۱)
آخرین مزدور (به انگلیسی: The Last Mercenary) یک فیلم کمدی و اکشن فرانسوی به کارگردانی دیوید چارون با بازی ژان-کلود ون دام است. این فیلم در تاریخ ۳۰ ژوئیه ۲۰۲۱ (۸ مرداد ۱۴۰۰) از طریق شبکه نتفلیکس منتشر شد.

## موضوع
داستان این فیلم در مورد یک مأمور سرویس مخفی مرموز سابق (با بازی ژان کلود ون دام) است. پس از آنکه پسرش به‌اشتباه با اتهام قاچاق اسلحه و مواد مخدر توسط دولت متهم می‌شود، باید فوراً به فرانسه بازگردد.

## داستان
ریشار برومر، مأمور مخفی دولت است که سال‌ها در عملیات‌های محرمانه فعالیت داشته. در جریان یکی از این مأموریت‌ها، او با همسر سابق دوستش، ژوآر، وارد رابطه شد و نتیجه‌اش پسری به‌نام آرچیبالد المحمود بود. مادر آرچیبالد پیش از مرگش دو درخواست داشت: یکی این‌که دولت هزینه‌ای را برای پسرش بپردازد، و دیگر این‌که کسی از او مراقبت کند. مأموری به نام فرناند مأمور مراقبت از کودک شد و چند سال از او نگهداری کرد، تا جایی که آرچیبالد همیشه تصور می‌کرد فرناند پدر واقعی‌اش است.
اما در همین حین، در یک بانک، وزیر سیواردیه متوجه می‌شود که کارمندی جعلی طی سال‌های گذشته به آرچیبالد پول می‌داده. گذشته از آن، آرچیبالد به‌عنوان یک تروریست تحت تعقیب شناخته شده بود؛ متهم به قاچاق اسلحه و مواد مخدر. وزیر تصمیم می‌گیرد جریان پول را قطع کند، و همین باعث می‌شود مصونیت آرچیبالد نیز از بین برود و مأموران دولتی به‌دنبال دستگیری‌اش بیافتند.
مأموران به خانه‌اش یورش می‌برند و با استفاده از دستگاهی به نام «بیگ‌مک»، سیگنال الکترونیکی تنظیم‌کننده ضربان قلب فرناند را مختل می‌کنند و باعث ایست قلبی‌اش می‌شوند. آرچیبالد تلاش می‌کند فرار کند، اما دستگیر می‌شود. در بازجویی، پیش از آن‌که بتواند پاسخ دهد، بیهوش می‌شود.
ریشار که تازه متوجه شده پسرش دستگیر شده، تصمیم به نجات او می‌گیرد. پس از یک درگیری سنگین با مأموران، موفق می‌شود آرچیبالد را نجات دهد، اما هویتش را فاش نمی‌کند و خودش را با نام مستعار «جُرج» معرفی می‌کند. در جریان فرار، او سیواردیه را نیز ـ البته با رضایت خودش ـ گروگان می‌گیرد. اما زمانی که هویت واقعی‌اش افشا می‌شود، آرچیبالد احساس خیانت می‌کند.
ریشار در خلوت، به گردنبندی که زمانی همسرش با آن بازی می‌کرد، فکر می‌کند. آرچیبالد کم‌کم به یاد می‌آورد که مردی که هنگام مراسم خاک‌سپاری در کنارش بود و به او آرامش داد، همین ریشار بود، و درمی‌یابد که هیچ‌گاه واقعاً رها نشده بوده.
پس از بازگرداندن دستگاه «بیگ‌مک»، ژوآر متوجه می‌شود که ریشار به‌خاطر اتفاقات مربوط به عملیات پیشین موسوم به «فنجان و توپ» هنوز باید پاسخ‌گو باشد. ریشار بار دیگر «بیگ‌مک» را فعال می‌کند و با قطع برق ساختمان فرار می‌کند، اما این‌بار به پسرش قول می‌دهد که همیشه برایش خواهد بود.

## تولید
فیلم‌برداری اصلی در ۲۴ ژوئیه سال ۲۰۲۰ در پاریس و همچنین در کی‌یف شروع شد، و در دسامبر سال ۲۰۲۰ به پایان رسید.

## بازخوردها
این فیلم هفت روز متوالی در رتبه اول جهانی قرار گرفت. از جمله در ۱۰ فیلم برتر در آمریکای شمالی. اکنون در بین ۱۰ فیلم برتر نتفلیکس در خارج از ایالات متحده قرار دارد. با بیش از ۵۲ میلیون ساعت تماشا در سراسر جهان.
در وب‌سایت بازبینی جمعی نقد راتن تومیتوز از نظرات ۱۶ منتقد با میانگین امتیاز ۵٫۳ از ۱۰ است. متاکریتیک، که از میانگین وزنی استفاده می‌کند، بر اساس ۸ منتقد، امتیاز ۴۸ از ۱۰۰ را به فیلم اختصاص داد که نشان‌دهنده «بررسی‌های متوسط» است.